# Liste der Biografien/Winf
Liste der Biografien |
Portal Biografien |
Personensuche
# |
A |
B |
C |
D |
E |
F |
G |
H |
I |
J |
K |
L |
M |
N |
O |
P |
Q |
R |
S |
T |
U |
V |
W |
X |
Y |
Z |
?
 
Wa |
Wc |
Wd |
We |
Wh |
Wi |
Wj |
Wl |
Wn |
Wo |
Wr |
Ws |
Wt |
Wu |
Ww |
Wy |
Wz
 
Wia |
Wib |
Wic |
Wid |
Wie |
Wif |
Wig |
Wih |
Wii |
Wij |
Wik |
Wil |
Wim |
Win |
Wio |
Wip |
Wir |
Wis |
Wit |
Wiv |
Wiw |
Wix |
Wiz
 
Wina |
Winb |
Winc |
Wind |
Wine |
Winf |
Wing |
Winh |
Wini |
Wink |
Winl |
Winm |
Winn |
Wino |
Winq |
Winr |
Wins |
Wint |
Winw |
Winz
Die Liste der Biografien führt alle Personen auf, die in der deutschsprachigen Wikipedia einen Artikel haben. Dieses ist eine Teilliste mit 11 Einträgen von Personen, deren Namen mit den Buchstaben „Winf“ beginnt.

## Winf

### Winfi
- Winfield, Antoine (* 1977), US-amerikanischer American-Football-Spieler
- Winfield, Antoine Jr. (* 1998), US-amerikanischer Footballspieler
- Winfield, Charles H. (1822–1888), US-amerikanischer Jurist und Politiker
- Winfield, Dave (* 1951), US-amerikanischer Baseballspieler
- Winfield, Elizabeth, britische Biathletin
- Winfield, Jack (1907–1991), britischer Langstreckenläufer
- Winfield, Paul (1939–2004), US-amerikanischer Fernseh- und Filmschauspieler
- Winfield-Hill, Lauren (* 1990), englische Cricketspielerin

### Winfr
- Winfree, Arthur (1942–2002), US-amerikanischer theoretischer Biologe
- Winfree, Daniel E., US-amerikanischer Jurist
- Winfrey, Oprah (* 1954), US-amerikanische Talkshow-Moderatorin, Schauspielerin und UnternehmerinOprah Winfrey (* 1954)

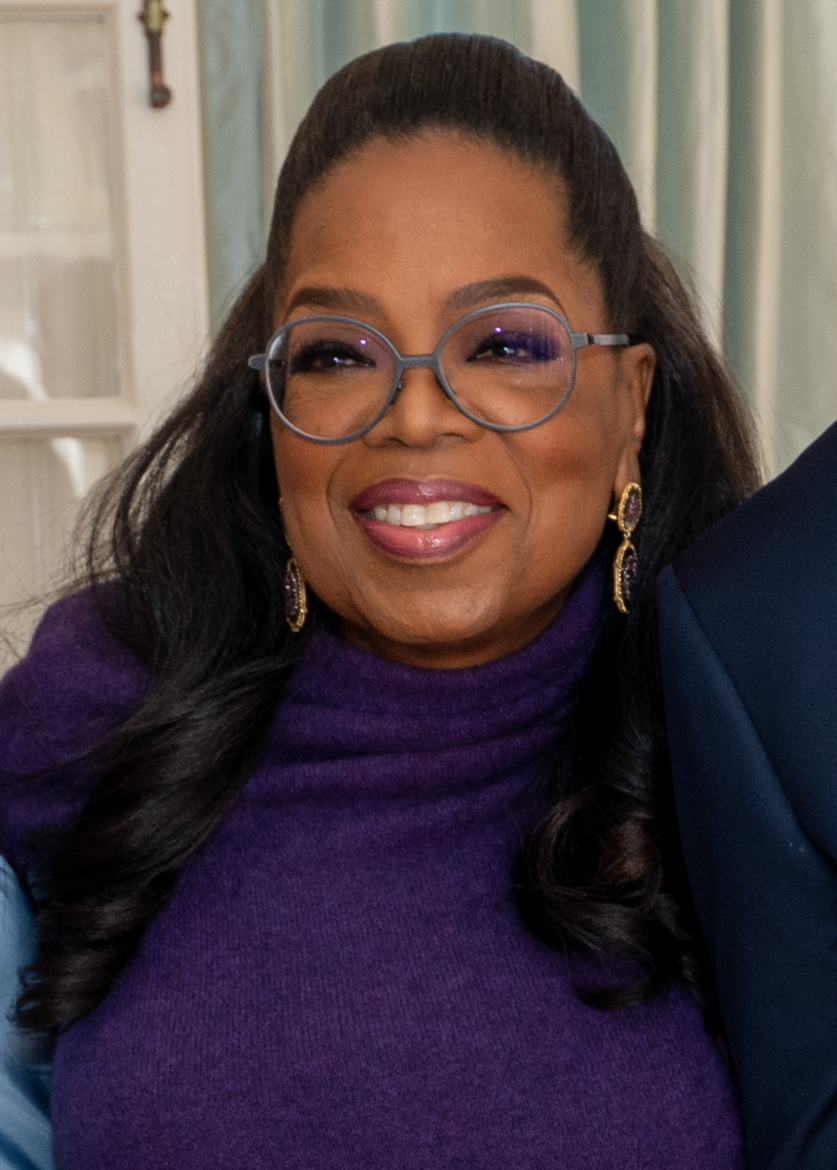
Oprah Winfrey (* 1954)